# Tropidophora deburghiae
Tropidophora deburghiae é uma espécie de gastrópode  da família Pomatiasidae
É endémica de Madagáscar.